# 莫雄
莫雄（1891年—1980年），字志昂，男，广东英德人，中華民國將領，曾經將國軍第五次圍剿戰爭的計劃洩漏給中共。

## 生平
莫雄1907年在广州加入中國同盟會，1909年奉命加入广东新军，准备策应革命党的起义。武昌起义后，莫雄先后在广东北伐军中担任排长、连长，追随孙中山，在粤军部队中屡建战功。
1930年3月，莫雄跟随张发奎进行反蒋活动，失败后，张发奎下野，莫雄也赋闲在家。同年年底，莫雄到上海，被宋子文委派为税警总团总团长。1930年，莫雄在赴上海时，遇到旧部中共党员刘哑佛，经刘哑佛介绍认识了中共党员项与年、严希纯、卢志英等人，并与中共领导人周恩来、李克农及中共中央特科建立了联系。
1933年，蒋介石委任莫雄为江西德安区专员兼保安剿共司令。1934年9月下旬，蒋介石在庐山牯岭召开秘密军事会议，制订了围剿苏区红军的“铁桶计划”。莫雄出席完庐山会议後，连夜赶回德安司令部，將計畫交給中共聯絡人員刘哑佛、项与年、严希纯、卢志英等人，具体计划秘写在四本学生字典由客家人项与年化妆送至红都江西瑞金。
淞滬會戰時升任稅警總團中將團長。
1934~39年在贛黔粵三省任行政督察專員。
1940年任第四戰區北江挺進部隊第八縱隊司令，後任順德縣縣長、韶關行政督察專員兼清剿指揮官。
1947年3月授少將銜。
中華人民共和國成立后，莫雄历任广东省北江治安委员会主任、省参事室副主任、省政协副主席等职。

## 著作
著作有《莫雄回忆录》。、《攻打觀音山廣州起義軍》、《白馬會盟》